# Wolfsmaar
Wolfsmaar ist ein Ortsteil im Stadtteil Alt Refrath von Bergisch Gladbach.

## Geschichte
Der Name Wolfsmaar greift eine frühere Flurbezeichnung auf, die auf ein feuchtes und sumpfiges Gelände hindeutete. Das Grundwort maar steht etymologisch zum althochdeutschen meri (= Meer, See) und mittelhochdeutschen mer (= Meer). Darunter versteht man ein stehendes oder versumpftes Gewässer. In Flurnamen verweist das Wort maar auf ein ehemaliges Fluss- oder Bachbett. Das Bestimmungswort Wolf weist darauf hin, dass hier früher Wölfe beobachtet wurden.

## Schule An der Wolfsmaar
Ein Grundstück An der Wolfsmaar wurde bereits 1734 für die Errichtung einer Schule zur Verfügung gestellt. Erste Pläne zum Bau einer Schule kamen aber nicht zum Zuge. 1825 führte die preußische Regierung die allgemeine Schulpflicht ein. Das war ausschlaggebend für den Beginn der Bauarbeiten, die 1829 zur Fertigstellung des Schulhauses führten. Seit 1977 dient das Gebäude dem Verein Kreativitätsschule Bergisch Gladbach e.V.  (ugs. Krea).